# Јунити (Висконсин)
Јунити (енгл. Unity) град је у америчкој савезној држави Висконсин.

## Демографија
По попису из 2010. године број становника је 343, што је 25 (-6,8%) становника мање него 2000. године.
| Група             | 2000.       | 2010.       |
| Белци             | 366 (99,5%) | 337 (98,3%) |
| Афроамериканци    | 0 (0,0%)    | 0 (0,0%)    |
| Азијати           | 0 (0,0%)    | 0 (0,0%)    |
| Хиспаноамериканци | 2 (0,5%)    | 5 (1,5%)    |
| Укупно            | 368         | 343         |